# Pristiophorus delicatus
Il pristiophorus delicatus è un squalo della famiglia dei Pristiophoridae.